# Delray Beach International Tennis Championships 2002
Delray Beach International Tennis Championships 2002 — тенісний турнір, що проходив на кортах з твердим покриттям у місті Delray Beach, FL, USA з 4 березня. Належав до категорії ATP International Series, був турніром серії Delray Beach Open 2002 року.

## Фінальна частина

### Одиночний розряд
Давіде Сангінетті —  Енді Роддік 6–4, 4–6, 6–4

### Парний розряд
Мартін Дамм /  Цирил Сук —  Девід Адамс /  Вен Еллвуд 6–4, 6–7(5–7), [10–5]